# Acolapissa
Acolapissa so bili majhno pleme domorodnih ljudstev jugovzhodnih gozdov Severne Amerike. Živeli so ob bregovih reke Pearl, med današnjo Louisiano in Misisipijem. Verjame se, da so govorili muskogejski jezik, tesno povezan z jezikoma Choctaw in Chickasaw plemenoma, ki so jo govorili druga jugovzhodna plemena muskogejske družine.

## Ime
Ime Acolapissa je verjetno anglizacija besede háklo-pisa, kar pomeni »tisti, ki poslušajo in vidijo« ali okla pisa, kar pomeni »tisti, ki skrbijo za ljudi«, po besedah antropologa Johna Reeda Swantona.
Nekateri viri navajajo, da so bili Acolapissa morda isto pleme kot Quinipissa ali Tangipahoa. Po več virih, povezanih s Houma, so se nekatera plemena na območju jezera Pontchartrain imenovala Mougoulacha.

## Zgodovina
Julija 1543 so Tangipahoa verjetno opazovali, kako je sedem improviziranih čolnov, ki so nosili razbite ostanke De Sotove vojske konkvistadorjev, plulo mimo njih proti Mehiškemu zalivu. Štiri leta so Španci križarili po jugovzhodnih Združenih državah in brutalno ravnali z domorodnimi ljudstvi, toda do leta 1543 so bili premagani možje. De Soto je umrl prejšnje leto in ko mu ni uspelo doseči Mehike po kopnem čez Teksas, se je njegov naslednik, Luis de Moscoso, vrnil k Veliki reki (Misisipi) za zadnji obupni poskus pobega iz notranjosti, tako da ji je sledil do Zaliva. Potem ko so zgradili sedem čolnov iz lokalnih materialov, so se Španci maja odpravili navzdol po reki, vendar jih je njihov mračni sloves prehitel. Moscoso, prisiljen se prebiti mimo Natchezov v jugozahodnem Misisipiju, ni bil razpoložen za srečanje s Tangipahoa, Acolapissa ali katerim koli drugim plemenom navzdol po reki, ki bi bili v danih okoliščinah najverjetneje tudi sovražni.
Vendar se Acolapissa in njihovi sosedje niso rabili srečati s Španci, da bi jih ti prizadeli. V letih, ki so sledila, so epidemije in uničenje, ki jih je pustil De Soto (1539–1543), povzročile propad velikih misisipijskih poglavarstev, ki so prevladovala na jugovzhodu pred letom 1539. Proces se ni ustavil, ko je Moscoso končno dosegel varnost v Mehiki. Leta 1565 so Španci zgradili stalno naselbino v St. Augustinu (Florida) in v naslednjih 150 letih vzpostavili dva misijonska sistema: prvi se je raztezal v celoti čez severno Florido; drugi pa se je raztezal navzgor po atlantski obali do Južne Karoline. Zaradi pripovedi o trpljenju in pomanjkanju, ki so jim jih posredovali preživeli De Sotove odprave, so Španci, z izjemo De Lune (1559–1561) in Parda (1567), ostali zadovoljni z bivanjem blizu obal in so se izogibali notranjosti.
To je dobro služilo njihovim namenom. Poleg očitnega cilja spreobrniti domorodna ljudstva v regiji so misijoni služili tudi za zavarovanje španskih zahtevkov proti francoskim in britanskim. Trgovina in naseljevanje sta bila drugotnega pomena, vendar so domorodni trgovci prenašali špansko blago iz misijonov na Floridi in v Georgiji v notranjost vse do spodnje doline Misisipija in z njimi je prihajal stalen tok istih epidemij, ki so ubijale misijonska plemena skoraj tako hitro, kot so se lahko spreobrnila. Nove bolezni so se prenašale iz plemena v pleme, dokler se niso razširile po celotnem jugovzhodu in do leta 1680 je bilo domorodnega prebivalstva na tem območju manj kot polovica (nekateri viri bi rekli četrtina) tistega, kar je bilo leta 1500. Po 150 letih tega pomora so območje zasedla veliko manjša plemena, ki so v veliki meri ohranila misisipijski koncept določenih plemenskih ozemelj. Vendar je bilo območje preveč privlačno, da bi ostalo prazno, in plemena iz manj prizadetih območij – Alabama , Cherokee, Coushatta, Tukabatchee in Yuchi – so se preselila na jug, da bi zapolnila praznine. Na žalost je njihov prihod povečal napetosti in rivalstva.
Čeprav je bila odgovornost večinoma njihova, so bili Španci priča le majhnemu delu razvijajoče se tragedije, ko so opazovali, kako so se spreobrnjenci Timucua in Apalachee v njihovih misijonih na Floridi »rušili kot muhe« zaradi epidemije. Medtem je notranjost ostala skrivnostna kot vedno, saj so močvirja in peščene sipine delte Misisipija preprečevale Špancem vstop v spodnji tok reke iz Zaliva. Torej, razen kratkega vpogleda v De Sotovo odpravo, so bili prvi evropski stiki za večino plemen ob spodnjem toku Misisipija s Francozi, ki so prišli po reki iz dežele Illinois. Prva sta bila oče Jacques Marquette in Louis Joliet leta 1673. Vendar sta bili Španija in Francija takrat sovražnici in ko sta našla špansko trgovsko blago v vaseh Quapaw ob ustju reke Arkansas, sta se Marquette in Joliet takoj obrnila. Kasnejša odprava Roberta La Sallea in Henrija de Tontija je aprila 1682 dosegla ustje Misisipija. Z uporabo kalumeta, univerzalnega znaka miru ob spodnji reki, so La Sallea sprejela plemena, ki jih je srečal na poti, toda južno od Rdeče reke so bila plemena sovražna in sumničava do tujcev.
Tik nad sedanjim mestom New Orleans je poskus srečanja s Quinipissi izzval napad. Strelno orožje je zadržalo bojevnike, ki so sledili odpravi navzdol po reki, toda na vzhodnem bregu, približno 5 mi (8,0 km) pod njegovim srečanjem s Quinipisso, je La Salle opazil več uničenih vasi Tangipahoa, kar je bil očiten rezultat nedavne vojne (iz neznanih razlogov) s Houmi na severu. Tangipahoa, ki so pobegnili, so se združili z Acolapissi vzhodno, toda v času, ko so Francozi šli mimo, v bližini ni bilo Tangipahoa ali Acolapissa plemen. La Salle je nadaljeval pot do Zaliva, kjer so si prisvojili celotno dolino Misisipija (Louisiano), vključno z njenimi domorodnimi prebivalci, za Francijo. Povratno potovanje je bilo podobno izkušnji potovanja navzdol po reki. Quinipissa so bili še vedno sovražni in ker ni bilo videti Acolapiss ali Tangipah, Francozi niso imeli priložnosti, da bi jih obvestili, da so pravkar postali podložniki Ludvika XIV..
La Salle je Francoskemu imperiju dodal ogromno novo regijo, vendar je bilo med Francozi v Kanadi malo takojšnjega zanimanja za njegovo »odkritje«. Njihova pozornost je bila usmerjena na konflikt ob Velikih jezerih z Irokezi in naraščajočo napetost z Britanci, ki bo kmalu eksplodirala v vojno kralja Williama (1688-97). La Salle se je vrnil v Francijo (kjer je imel večji vpliv), da bi zbral podporo za svoj načrt za kolonijo ob ustju Misisipija. Mnogi so dvomili v njegovo zdravo pamet, vendar je prejel dovoljenje kralja in potem ko je zbral 200 kolonistov izmed francoskih razbojnikov, je leta 1685 odplul v Mehiški zaliv. Načrt je predvideval, da bo Tonti prišel po Misisipiju iz Illinoisa in se srečal z njim ob ustju, vendar je La Salleov navigator nekako uspel popolnoma zgrešiti veliko, opazno delto, in odprava je pristala več kot 400 mi (640 km) zahodno v zalivu Matagorda na teksaški obali.
Tonti je čakal do aprila 1686, vendar La Sallea ni bilo nikjer. Tonti se je sčasoma moral vrniti v Illinois, vendar mu je medtem končno uspelo vzpostaviti mirne odnose s Quinipisso in je pustil pismo za La Sallea pri njihovem poglavarju. La Salle ga ni nikoli prebral. Marca 1687 so ga umorili njegovi lastni možje na ravnicah vzhodnega Teksasa. Tonti je za to izvedel šele leta 1689, nakar se je odpravil na jug, da bi rešil preživele iz La Salleove kolonije. Tokrat pa se je ustavil v vaseh Taensa (severno od Acolapiss), da bi preostanek poti v Teksas opravil po kopnem. Kljub temu, da so se Francozi in Španci gibali okoli njih, do leta 1690 Acolapissa, zaradi svoje lokacije 121 km vzhodno od reke Misisipi, še niso srečali svojega prvega no hollo (belega človeka). Ironično, dejavnost britanskih trgovcev iz Charlestona v Južni Karolini (960 km vzhodno) je sprožila sile, ki so končno prekinile izolacijo Acolapiss in njihovih sosedov.
Glavni namen Charlestona, ko je bil ustanovljen leta 1670, je bil upočasniti širjenje španskih misij ob atlantski obali od Floride proti začetni britanski koloniji v Jamestownu v Virginiji (1607). Pri tem je bil uspešen, vendar je bila Južna Karolina namenjena tudi ustvarjanju dobička kot komercialno podjetje s svojimi plantažami in trgovino z okoliškimi domorodnimi prebivalci. Na žalost so plantaže v zgodnjih letih propadale zaradi pomanjkanja delovne sile in s šestdesetletno prednostjo so trgovci iz Virginije prevladovali v trgovini s plemeni Cherokee in Siouan-govorečimi plemeni v Piedmontu takoj na zahodu. Trgovci iz Charlestona so bili prisiljeni iskati trge drugje in so se z neverjetno hitrostjo širili na zahod. Do leta 1685 so imeli stalno trgovsko postajo med Zgornjimi Creeki v Alabami in so obiskali vasi Chickasaw v severovzhodnem Misisipiju.
Jeleni so bili pomemben predmet te trgovine, vendar so bili britanski trgovci iz Charlestona zaradi povpraševanja po veliki količini delovne sile za delovanje plantaž v Karolini in Zahodni Indiji bolj zainteresirani za pridobivanje indijanskih sužnjev in so bili pripravljeni plemenom, ki so bila pripravljena opravljati njihovo umazano delo, priskrbeti strelno orožje. Yamasee in mnogi Creeki so to vrsto 'posla' smatrali za privlačno in so začeli napadati plemena v bližini španskih misij v severni Floridi. Zahodneje v spodnji dolini Mississippija so Chickasawe pritiskali njihovi številčnejši bratranci Choctaw in britanska ponudba strelnega orožja se je izkazala za neustavljivo. Napadi Chickasawcev za sužnje so se začeli v zgodnjih 1690-ih in so na koncu tisoče Indijancev odpeljali na suženjske doke v Charlestonu. Choctawci so bili glavna tarča, vendar so bili organizirani v veliko konfederacijo in so, tudi brez strelnega orožja, ostali nevaren nasprotnik. Natchezi so bili prav tako močni in do neke mere imuni na plenjenje in Chickasawski napadalci so jih pogosto obšli, da bi napadli majhna, neodvisna plemena (kot so Acolapissa) ob obali Mehiškega zaliva in spodnji reki Misisipi.
Z izjemo Arkansas Posta, ki ga je Tonti zgradil v vaseh Quapaw leta 1686, je Francija ignorirala dolino Misisipija. Tako zelo, da je bil Jean Couture, človek, ki ga je Tonti pustil na čelu Arkansas Posta, popolnoma brez trgovskega blaga in po kraljevem odloku iz leta 1696, ki je prekinil trgovino s krznom v zahodnih Velikih jezerih, je bilo malo upanja na novo dobavo. Občutek zapuščenosti je Couture leta 1698 vodil do trgovca iz Charlestona Thomasa Welcha do Arkansas Posta. Welch je Quapawcem dal trideset pušk, da bi lahko priskrbeli 'blago', ki ga je potreboval, z napadom na Chakchiume vzhodno od reke, vendar so jih Quapawci uporabili za izgon Chepousse in Michigamee iz Illinoiške konfederacije iz severovzhodnega Arkansasa. Welchov obisk ni prinesel želenih rezultatov, vendar je nenaden pojav britanskih trgovcev na spodnjem Misisipiju, na ozemlju, ki ga je zahtevala Francija, takoj pritegnil pozornost kolonialnih oblasti v Quebecu.
Francija je izšla iz vojne kralja Williama (1688–1697)]] v dominantnem položaju v Severni Ameriki in je bila pripravljena ponovno uveljaviti svojo zahtevo po Louisiani. Ker je kraljeva proklamacija postavila trgovino s krznom v negotovost, so bili prvi poskusi s strani misijonarjev. Leta 1698 je škof Quebeca razglasil Louisiano za del svoje škofije in poslal očeta Francisa Joliet de Montignyja in Antoina Daviona, da bi ustanovila jezuitske misije ob spodnjem Misisipiju. Medtem so v Franciji potekali načrti za Pierra Le Moyne d'Ibervilla, junaka vojne kralja Williama proti Veliki Britaniji, da bi uresničil La Sallejeve sanje o francoski koloniji ob Mehiškem zalivu ob ustju Misisipija. Španija je zahtevala celotno obalo zaliva in jo je do te točke branila pred francoskimi poskusi naselitve. Vendar pa so se s približevanjem nove vojne v Evropi proti Britaniji (vojna kraljice Ane 1701–1713) Španci znašli v nerodnem položaju, saj so bili zavezniki Francije in niso mogli več neposredno nasprotovati ustanovitvi francoske kolonije ob zalivu. Ko so leta 1698 izvedeli za Ibervillovo odpravo, je Španija lahko le na hitro zgradila utrdbo v Pensacoli, da bi zaščitila svojo zahtevo.
Ibervillova flota je odplula iz Francije konec leta 1698 in prispela januarja 1699. Potem ko je opazil novo špansko utrdbo v Pensacoli, je odplul proti zahodu proti vhodu v Misisipi, vendar se je labirint vodnih poti ob ustju izkazal za enako mogočno oviro za francoske pomorščake kot za španske in 13. februarja se je odločil, da se zasidra vzhodno od Biloxija v Misisipiju. Raziskovalna skupina je bila poslana po kopnem, da bi locirala Mississippi zahodno. Takoj so Francozi spoznali, da je območje vojno območje zaradi nedavnih napadov Chickasawcev za sužnje. Bili so tudi očitni znaki epidemije črnih koz, ki je prejšnje leto opustošila domorodno prebivalstvo. Večina domorodcev se je izogibala stikom, toda Iberville je končno srečal poglavarja Bayogoula, ki je bil na tem območju z lovsko skupino, ki je iskala bizone. Ko so izvedeli, da jih Francozi nimajo namena zasužnjiti, so se Bayougoula izkazali za prijazne in povabili Francoze, naj jih spremljajo v njihovo vas na zahodnem bregu Mississippija.
Bayougoula so Francoze predstavili tudi Houmam gorvodno in jih nato pospremili nazaj v Biloxi. Ibervilleu je med tem potovanjem na zahod uspelo tudi doseči, da so podpisali pogodbo s Chitimacha in čeprav so mu povedali o Acolapissa ob reki Pearl, se z njimi dejansko ni srečal. Potem ko se je odločil, da je Biloxi primerna lokacija za novo kolonijo, je Iberville ukazal gradnjo Fort Maurepas in maja odšel v Francijo, pri čemer je pustil svojega brata, Sieurja de Sauvole de la Villantryja, zadolženega za delo. Kmalu zatem je poglavar Bayougoula obiskal Fort Maurepas in še en Ibervilleov brat (Ibervilleova naselbina Louisiane je bila družinska zadeva), Jean Baptiste Le Moyne d'Bienville, ga je pospremil nazaj do Mississippija. Blizu ustja reke Pearl so naleteli na 300 bojevnikov Acolapissa, pripravljenih na bitko. Poglavar Bayogoula je Bienvillea in njegove može zadržal in šel naprej, da bi se pozanimal, kaj je narobe. Izkazalo se je, da so Acolapissa le dva dni prej napadli 200 Chickasaw pod vodstvom britanskih trgovcev.
Nenavadno se zdi, da so bili prvi belci, ki so jih Acolapissa videli, britanski in ne španski ali francoski in to za 48 ur. Ko je poglavar Bayougoula pojasnil, da Francozi pripadajo drugemu plemenu belcev, ki jih želijo zaščititi pred britanskimi sužnjelastniki, so Acolapissa sklenili trajno prijateljstvo s Francozi. Francoze je takoj pritegnila podobnost imena Acolapissa z imenom Quinipissa, ki so napadli La Sallea in Tontija leta 1682, vendar so jih Acolapissa prepričali, da ne da niso Quinipissa, ampak da tudi nikoli niso slišali za La Sallea ali Tontija. Kot se je izkazalo, je bil odgovor na to uganko takrat poleg Bienvillea v obliki poglavarja Bayougoula. Po uničujoči epidemiji so preživeli Quinipissa zapustili svojo vas in se preselili k Bayougoulam. Misleč, da bodo Francozi še vedno jezni zaradi napada, so Bayougoula skrivali njihovo prisotnost pred Ibervilleom, tako da so Quinipissa, ki so živeli med njimi, imenovali Mougulasha.
Francozi niso bili edini Evropejci z načrti za kolonizacijo spodnjega Mississippija. Ko se je Iberville vrnil januarja 1700, je izvedel, da je prejšnjega septembra Bienville odkril britansko ladjo, ki je našla pot skozi delto in se po obrambi pred napadi Chitimacha prebila gorvodno do točke 110 km nad ustjem. Medtem, ko je Bienville obveščal njenega kapitana, da vdira na ozemlje, ki ga je zahtevala Francija, so mu povedali o britanskem načrtu za kolonizacijo spodnjega Mississippija s francoskimi hugenoti. Iberville ni tvegal in je ukazal gradnjo utrdbe 64 km nad ustjem, da bi Britancem preprečil dostop do reke. Ko je izvedel, da Acolapissa najdejo bisere med ribolovom ob reki Pearl (od tod ime, dano reki), je bil Sauvole poslan, da razišče, vendar je bil razočaran, ko se je izkazalo, da so sladkovodni. Spremljal ga je tudi oče Paul du Ru in ob vstopu v glavno vas Acolapissa je odkril velik falični simbol, ki ga je uničil. Očitno so bili Acolapissa pripravljeni prenesti vsako ponižanje, če bi jih Francozi zaščitili pred Chickasawi in so duhovnikovo dejanje sprejeli mirno. Vendar pa je poglavar Acolapissa sprejel previdnostni ukrep in osebno pospremil Sauvolea in Du Ruja nazaj v Biloxi. Medtem je Iberville organiziral odpravo za raziskovanje reke Red na zahodu in obnovitev stikov, ki jih je Tonti vzpostavil s Caddo (Cenis) leta 1690. Načrt je bil slediti Tontijevi kopenski poti iz vasi Taensa v severovzhodni Louisiani. Iberville je poslal Bienvilla in Louisa Juchereauja de St. Denisa naprej, da bi si zagotovila vodnike in zaloge pri Taensah, medtem ko se je sam ustavil na poti, da bi obiskal Bayougoule, Houme in Natcheze. Francozi v Biloxiju so trpeli zaradi hude dizenterije, ki se je s smrtonosnimi posledicami razširila na plemena v regiji. Ponovno je izbruhnila tudi vojna med Houmami in Bayougoulami, zaradi česar je moral Iberville urediti premirje. Ko je prispel v vasi Taensa, so ga kolena tako bolela, da je bil prisiljen poslati Bienvilla in St. Denisa naprej sama. Do Natchitochesa (Caddo) in naprej sta prispela, preden sta se tistega maja vrnila po Rdeči reki. Povratno potovanje skozi močvirja je bilo tako naporno, da so ga njegovi vodniki Taensa zapustili, a ko je prispel do Bayougoul, je Bienville izvedel, da so ti pobili Mougulashe. Ker so jim še vedno grozili Chickasawi, so Bayougoule povabile nekaj Acolapiss in Tioux (Natchez skupina), da zasedejo zdaj zapuščene dežele Mougulasha, vendar ponudba ni našla "nobenega sprejemnika".
Kmalu po začetku vojne kraljice Ane je Iberville leta 1702 preselil svoj sedež v Fort St. Louis na zalivu Mobile, ne le zato, da bi bil bližje svojim španskim zaveznikom, ampak tudi zato, ker je lokacija omogočala boljši dostop do notranjosti prek rek Alabama in Tombigbee. Mobile je ostal središče francoske dejavnosti v regiji do ustanovitve New Orleansa leta 1718. St. Denis, ki je nadaljeval trgovanje z Natchitochesom in drugimi Caddo na zahodu, je ostal poveljnik francoske utrdbe in trgovske postaje na Misisipiju. Acolapissa, ki jih je medtem prizadela še ena epidemija, so ostali blizu Francozov zaradi zaščite in trgovine, zapustili so Pearl in se naselili v novih vaseh na Bayou Costine na severni strani jezera Pontchartrain. Tonti, ki se ni mogel sprijazniti s kraljevim odlokom o prekinitvi trgovine s krznom v Velikih jezerih, je zapustil svoje trgovske postaje v Illinoisu in prišel v Mobile. Iberville je takoj izkoristil njegove izkušnje za pogajanja o premirju med Chickasawi in Choctawi, da bi omogočil minkosom (poglavarjem) Chickasawov udeležbo na mirovni konferenci v Mobilu spomladi 1702.
Tonti je uredil premirje, vendar očitno nekateri Chickasawi niso »dobili besede« in so nadaljevali z napadi na Choctawe. Da bi zagotovil njihovo varnost, je bil Tonti končno prisiljen osebno pospremiti Chickasawe v Mobile. Iberville je začel konferenco z razdeljevanjem daril, a se je kmalu lotil posla, opozoril je Chickasawe, da jim bodo Britanci sčasoma vzeli zemljo in zahteval, da prekinejo trgovanje (s suženji) z njimi. Če bi zavrnili, je zagrozil, da bo oborožil Acolapissa, Choctawe in druga plemena v regiji proti njim, a po 'palici' je ponudil 'korenček' s ponudbo, da jim bo dobavljal francosko trgovsko blago po nižjih cenah, kot so jih zaračunavali Britanci. Chickasawi so se strinjali in napeto premirje se je za kratek čas ustalilo v spodnji dolini Mississippija. Kolonisti Južne Karoline so se v okviru vojne kraljice Ane združili s svojimi zavezniki Yamasee in Creek, da bi uničili španski misijonski sistem v severni Floridi (1703-04), kar je na zahod pripeljalo na stotine beguncev Apalachee, Tawasa in Chatot, da bi živeli pod zaščito Francozov v Mobilu.
Hkrati je bolezen terjala davek tako med Francozi kot med domorodnim prebivalstvom. Sauvole je umrl leta 1701, Tonti pa je postal žrtev rumene mrzlice, ki je prizadela Mobile leta 1704. Iberville je podlegel isti strašni bolezni, potem ko je vodil francoske čete proti britanski Zahodni Indiji in vodstvo Francozov v Louisiani je privzeto prešlo na njegovega 23-letnega brata Bienvilla. Glede na svojo starost se je Bienville izkazal za neverjetno sposobnega administratorja, vendar mu je neizkušenost včasih škodila. Spomladi 1702 je poplava ob zgornji Rdeči reki uničila pridelke Natchitoches in v nevarnosti lakote so prišli po reki do Misisipija, da bi poiskali pomoč svojega prijatelja in trgovskega partnerja v Fort Misisipiju, Louisa Juchereauja de St. Denisa. St. Denis jih je sprejel z dobroto in hrano, nato pa jih je poslal živet z Acolapissa na severni strani jezera Ponchartrain.
Njegova pomoč je imela tudi ceno. Francozi so v Louisiano pripeljali malo svojih žensk, in soočeni z novo mrzlo, osamljeno zimo jeseni 1702, so St. Denis in njegovi francosko-kanadski tovariši prosili Acolapissa in Natchitoches, naj jim pomagajo napasti Chitimacha, da bi ujeli nekaj ženske družbe. Bienville je bil ob spoznanju tega razburjen. Chitimacha so bili eno izmed plemen zahodno od Mississippija, ki so leta 1699 podpisali pogodbo z njegovim bratom in ta »ljubezenski napad« je Francoze prikazal kot plenilske, kot so bili Britanci. Na žalost so bila njegova navodila St. Denisu, naj preneha, ignorirana in odnos med Chitimacha in Francozi se je hitro poslabšal. Medtem Britanci niso mirno sedeli in dovolili Francozom, da jim ukradejo stranke. Trgovci iz Karoline so znižali cene, da bi se soočili z novo konkurenco in podvojili svoje obiske pri Chickasawih. Minkosi, ki so leta 1702 v Mobilu podpisali mir z Ibervillom, so kmalu izgubili nadzor in po triletnem zatišju so Chickasaw leta 1705 nadaljevali svoje suženjske napade proti Choctaw.
Bienville je spoštoval obljubo svojega brata in začel dobavljati orožje Choctawom, Acolapissa in drugim francoskim zaveznikom v regiji. To je Choctawom omogočilo, da so se obdržali, vendar manjša plemena niso mogla vzdržati napadov in so bila prisiljena zapustiti svoje vasi in se preseliti južno proti francoskim naseljem. Kot da napadi Chickasaw niso povzročali dovolj bede, so mnoge od teh premestitev povzročile neverjetno nasilje in izdajo med francoskimi zavezniki. Ogroženi tako s strani Chickasaw kot Yazoo, so Taensa sprejeli povabilo Bayogoula, da se preselijo k njim na zemljišča, ki so jih prej zasedali Mougulasha. Morda niso bili pripravljeni čakati, dokler se Bayogoula neke noči ne bi razjezili in jih pobili v spanju ali pa so želeli vso zemljo zase. V vsakem primeru so Taensa kmalu po prihodu, napadli svoje gostitelje in pobili več kot polovico njih.
Preživeli Bayogoula so pobegnili na jug in se naselili nizvodno blizu Acolapissa, vendar so imeli Taensa več zlobnih namenov. Kmalu zatem so povabili nekaj družin Chitimacha, da bi jedle z njimi, vendar so jih ujeli, da bi jih prodali kot sužnje Francozom. Za Chitimacha je bila to zadnja kaplja po štirih letih, ko so St. Denis in njegovi možje kradli njihove ženske in januarja 1707 je ena od njihovih vojnih skupin ubila očeta Jeana Francoisa Buissona de St. Cosmeja in tri druge Francoze, ki so se spuščali po reki Misisipi. Bienville je ignoriral razloge za to in zahteval, da se morilci pripeljejo v Mobile ter prosil, da Acolapissa in druga plemena v okolici napovejo vojno Chitimacha. Odgovorni moški je bil na koncu pripeljan v Mobile in usmrčen s tomahavkom znotraj utrdbe, vendar se tam ni končalo. Vojna se je nadaljevala 12 let, pri čemer so Francozi in njihovi zavezniki potisnili Chitimacha globoko v naravno trdnjavo južnih močvirij Louisiane. Mir je bil končno podpisan leta 1718.
Obnovitev napadov Chickasaw je leta 1706 prisilila tudi pleme Tunica, da so zapustili svojo vas ob reki Yazoo in od Houma so dobili dovoljenje, da se naselijo blizu njih nasproti ustja Rdeče reke. V naslednjih dveh letih so se napetosti med obema plemenoma povečale, dokler Tunica leta 1708 niso napadli Houma in jih, potiskajoč jih na jug, prevzeli njihova ozemlja. Houma so se pridružili eksodusu prebivalcev plemen na jug in se naselili blizu Acolapissa in Bayougoula tik nad New Orleansom, kjer so vsa tri plemena zagotavljala bojevnike Francozom za vojno proti Chitimacha. Medtem so Britanci leta 1707 zavzeli in požgali špansko utrdbo v Pensacoli, kar je pustilo Mobile kot edino francosko ali špansko postojanko, ki je še stala na obali Mehiškega zaliva. Naslednje leto je združena vojna skupina Catawba, Cherokee in Alibamu (Creek), ki je delovala v britanskem interesu, napadla Tawasa, Chatot, Apalachee, Tohom, Naniaba in Mobile, ki so se zbrali okoli Francozov v Mobilu. Francoska utrdba pa je bila premočna in je preživela vojno.
Med mirom po vojni kraljice Ane so Francozi začeli širiti svoj vpliv proti zahodu v vzhodni Teksas, ki so si ga lastili Španci. Konec leta 1713 je St. Denis poslal sporočilo Natchitochesom (ki so še vedno živeli z Acolapissi), da namerava ustanoviti trgovsko postajo v njihovi stari vasi in jih prosil, naj se z njim vrnejo v svoj nekdanji dom. Ko so Acolapisse videle, da se Natchitoches pripravljajo na odhod, so jih napadle, pri čemer so ubile 17 moških in ujele 50 žensk in otrok, da bi jih posvojile v pleme. Francozi so se bili prisiljeni pogajati z Acolapissi, da bi se dogovorili (plačali) za izpustitev žensk in otrok Natchitoches. Do leta 1715 so se Acolapisse ponovno preselile in živele na vzhodnem bregu Mississippija blizu Houme in Bayougoule, s katerimi so bile zdaj tesno povezane. Zavezništvo je Taense tako prestrašilo, da so leta 1715 zapustile območje in se preselile v Mobile.
Po porazu Chitimach in ustanovitvi New Orleansa leta 1718 je bilo zavezništvo Acolapiss, Bayogoule in Houme najpomembnejši francoski domorodni zaveznik v južni Louisiani. Do te točke je bilo ob reki malo francoskih naselij. To se je spremenilo leta 1712, ko je Ludvik XIV. podelil listino Antoineu Crozatu, vendar je po petih letih neuspeha Crozat vrnil svojo listino kralju, ki jo je nato predal Johnu Lawu, škotskemu finančniku in neverjetnemu direktorju Banke Francije. Law ni imel težav pri iskanju vlagateljev, od katerih so bili mnogi člani francoskega plemstva, za svojo tako imenovano Mississippi shemo za kolonizacijo spodnje doline Mississippija. Pred svojim propadom leta 1725 zaradi prekomerne špekulacije je Lawova Mississippi Company podelila več velikih zemljiških posesti na mestih današnjega Vicksburga in Natcheza v Mississippiju. Kmalu zatem je prispelo več kot 1000 novih francoskih kolonistov, ki so s seboj pripeljali 500 črnih sužnjev za težko delo čiščenja zemlje.
Nenaden pritok je prinesel val novih epidemij (malarija, frambezija in gobavost). Ker so bile njihove vasi locirane tik nad novimi naselji v New Orleansu, so Acolapisse, Bayougoule in Houme leta 1721 prizadele črne koze, ki so ubile vsaj polovico njih. Francoski popis naslednje leto se ni več trudil z ločenim štetjem za vsako pleme in je njihovo skupno prebivalstvo navedel kot približno 1000 ljudi. Območje je postajalo vse bolj prenaseljeno, saj se je francosko naseljevanje širilo proti severu ob rečnih bregovih iz New Orleansa, zato so se kmalu po letu 1722 Acolapisse, Bayougoule in Houme preselile gorvodno v okrožje Ascension, kjer so še naprej služile kot zvesti zavezniki v preostalih letih francoske vladavine v Louisiani. Naraščajoče trenje med kolonisti in domorodci je privedlo do vojne Natchez (1729-31), v kateri so se Natchez uprli novembra 1729 in pobili več kot 250 Francozov v Fort Rosalie in Fort Pierre severno od tam.
Ker so Natchez ponudili svobodo vsem francoskim sužnjem, ki so se jim pridružili, so bili Francozi zaskrbljeni, da se upor ne bo razširil le na druga plemena, ampak tudi na njihove črne sužnje. Da bi preprečil to možnost tako, da bi domorodna ljudstva na območju sovražila črnce, je guverner Etienne Boucher de la Perier oborožil in sprožil vojsko črnih sužnjev proti Chawashi, majhnemu (150 ljudi) podplemenu Chitimache južno od New Orleansa, ki ni imelo nobene povezave z uporom Natchez. Ko je bilo to storjeno, je Perier zbral vojsko, vključno z 1500 bojevniki Choctaw, Tunica, Acolapissa, Bayogoula in Houma v Point Coupe in se odpravil gorvodno, da bi se spopadel z Natchez. Natchez so Francozi lovili in uničili na skoraj genociden način, nekaj ujetnikov pa so prodali v kolonijo Santo Domingo kot sužnje. Bankrotirana Mississippi Company je leta 1732 vrnila svojo listino kralju in Louisiana je dve leti pozneje postala kraljeva kolonija z Bienvillom kot guvernerjem. Njegovi poznejši poskusi, da bi Chickasaw prisilil k predaji njihovih beguncev Natchez, so privedli do vojn Chickasaw (1736 in 1739), ki so povzročile najhujše poraze, ki so jih Francozi kdaj koli utrpeli od Indijancev.
Do leta 1739 so imeli Acolapissa, Bayougoula in Houma skupaj manj kot 500 ljudi, vsi so živeli v eni vasi ob reki Misisipi v okrožju Ascension. Čeprav je vsako pleme še vedno imelo svojega poglavarja, je bilo to bolj pretvarjanje kot politična realnost. V letih, ki so sledila, so jih vse bolj omenjali le kot Houma. Britanska blokada Kanade med vojno kralja Jurija (1744–1748) je prekinila dobavo francoskega trgovskega blaga v Louisiano. Ko se je to zgodilo, so se nekateri Choctaw obrnili na britanske trgovce za svoje potrebe, in do leta 1746 se je ta najbolj zvesta francoska zaveznica razdelila na profrancoske in probritanske frakcije. Sledila je državljanska vojna, med katero so probritanski bojevniki Choctaw napadli francoske naselbine na nemški obali severno od New Orleansa spomladi 1747. Drugi napad se je zgodil novembra. Še vedno zvesti Francozom, so Acolapissa, Houma in Bayougoula (skupaj z Biloxi in Pascagoula) zagotovili bojevnike za obrambo območja, dokler pro francoska frakcija končno ni zmagala in je bil leta 1749 podpisan mir.
Podobna blokada med francosko in indijansko vojno (1754–1763) je ponovno prekinila dobavo trgovskega blaga, vendar so tokrat pro francoski Choctaw trdno nadzorovali. Choctawi so ostali francoski zavezniki skozi celotno vojno, vendar je bilo na tem območju malo bojev. Čeprav se vojna uradno ni končala do leta 1763, so Francozi v Severni Ameriki končali po britanski zasedbi Quebeca septembra 1759. V tajni pogodbi v Fontainebleauju novembra 1762 je Francija odstopila Louisiano Španiji, da bi preprečila, da bi padla v roke Britancem. Španija je bila nekoliko preobremenjena s to nenadno zapuščino in dejansko ni prevzela upravnega nadzora do leta 1765. Medtem so se na tisoče Francozov in njihovih nekdanjih zaveznikov preselili zahodno od Misisipija, da bi pobegnili Britancem. Louisiana je nenadoma postala prenatrpan »talilni lonec«, situacija, ki se je poslabšala, ko se je več Francozov naselilo v Louisiani, ko je bila pod špansko vladavino, kot ko je pripadala Franciji.
Acolapissa so v tem obdobju izginili kot ločeno pleme in njihova poznejša zgodovina je enaka zgodovini Houma, s katerimi so se združili. Houma so ostali v okroju Ascension do leta 1776, ko so jih preplavili naseljenci. Tega leta so prodali svojo zemljo dvema francoskima Kreoloma, vendar so majhne skupine njih ostale v bližini do leta 1840. Vendar pa se je do leta 1785 večina preselila jugozahodno in se zbrala v župnijah La Fourche in Terrebonne (Houma, Louisiana) približno 40 km od New Orleansa. Njihovi potomci so ostali na tem območju od takrat, vendar niso bili nikoli zvezno priznani, ker niso bile podpisane nobene pogodbe z Združenimi državami. Čeprav jih je priznala država Louisiana, je bila zadnja peticija za zvezni status s strani 11.000 članov Združene nacije Houma zavrnjena s strani Urada za indijanske zadeve leta 1994.

## Etnografija
Acolapissa so bili po jeziku in kulturi podobni Choctawom, ki so živeli severneje. Vasi so bile razmeroma majhne (2-300 ljudi) in so se nahajale v poplavnih ravnicah na obeh straneh reke Pearl, približno 32 km v notranjosti od Zaliva. Zaradi slabe zemlje blizu obale so kmetijska plemena običajno živela v notranjosti. Večino njihove prehrane je zagotavljalo kmetijstvo: koruza, fižol, buče, več vrst melon in tobak. Polja so bila razmeroma majhna zaradi težav pri čiščenju podrasti in ohranjanju brez plevela. Večja polja niso bila zares potrebna, saj je rastna doba omogočala letno žetev dveh do treh pridelkov z istega polja. Kmetovanje so dopolnjevali z lovom in ribolovom in kar je morda presenetljivo, so bili bivoli glavni vir mesa. Dejansko je bilo v južnem Misisipiju v zgodnjih 1700-ih toliko bizonov, da so Francozi razmišljali o tem, da bi jih ujeli in jih gojili zaradi njihove volne Vendar se je izkazalo, da je težko najti nekoga, ki bi bil pripravljen striči živega bivola in ta izjemna ideja je bila opuščena.
Blago podnebje spodnjega Misisipija je zahtevalo malo oblačil. Moški Acolapissa so se omejevali predvsem na sramno krpo, ženske na kratko krilo, otroci pa so tekali nagi do pubertete. Ker so imeli tako malo oblačil, s katerimi bi se okrasili, so Acolapissa radi krasili celotno telo s tetovažami. V mrazu so za toploto dodali bivoljo kožo ali pernat plašč. Bivališča so bila okrogle oblike in so uporabljala konstrukcijo iz prepletenega protja in blata, značilno za jugovzhod. Stene so bile narejene iz navpičnih drogov, prepletenih z vejami in trstjem (podobno košari), na katere so nanesli blato za štukaturni učinek. Strehe so bile iz palme, slame ali lubja. Kot mesta zgodnejših graditeljev gomil Misisipija je imela vsaka vas dve veliki javni zgradbi: okrogel (premer 30 ft (10 m) tempelj z kupolasto streho, v katerem so bili shranjeni sveti predmeti in večni ogenj, ki ga je vzdrževal vaščanski duhovnik; in poglavarjevo hišo (podobne velikosti kot tempelj), vendar s koničasto, namesto kupolasto, streho. Nekatere, vendar ne vse, vasi Acolapissa so bile leta 1699 utrjene. Kot večina majhnih plemen blizu ustja Misisipija je bila vsaka vas Acolapissa pred letom 1682 politično neodvisna z lastnim določenim ozemljem. Slabost te ureditve so bile pogoste vojne, običajno zaradi meja.